# Haemalea lophopleura
Haemalea lophopleura là một loài bướm đêm trong họ Geometridae.